# Province de Tete
Pour les articles homonymes, voir Tete.
La province de Tete (en portugais : província de Tete) est l'une des dix provinces du Mozambique. Sa capitale est la ville de Tete, située à 1 095 km au nord-est de Maputo. 

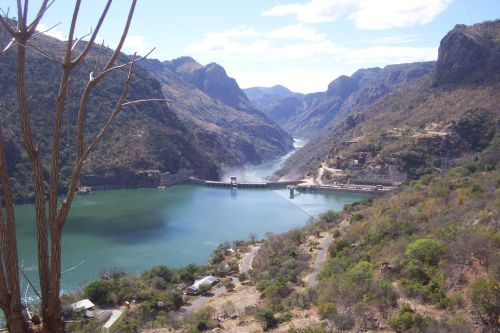
Barrage de cahorra bassa

## Géographie
La province couvre une superficie de 100 724 km2. Elle est bordée au nord par la Zambie, au nord et à l'est par le Malawi, au sud par la province de Sofala et à l'ouest par le Zimbabwe. 
Elle est traversée par le Zambèze, sur le cours duquel se trouve le barrage de Cahora Bassa, un des plus grands barrages d'Afrique.
En 2020, 15 millions de tonnes de charbon y ont été extraits.

## Population
La population de la province s'élevait à 1 489 843 habitants selon le recensement de 2007, contre 1 038 047 à celui de 1997, soit un accroissement de 45,5 pour cent en dix ans.

## Subdivisions
La province de Tete est subdivisée en 12 districts :
- District d'Angónia
- District de Cahora-Bassa
- District de Changara
- District de Chifunde
- District de Chiuta
- District de Macanga
- District de Magoé
- District de Marávia
- District de Moatize
- District de Mutarara
- District de Tsangano
- District de Zumbo

Elle comprend également 3 municipios :
- Moatize
- Tete
- Ulongwe